# Aeropuerto de Bathpalathang
El Aeropuerto de Bathpalathang (IATA: BUT, ICAO: VQBT) es un aeropuerto doméstico en Jakar (Bjakar), en el distrito de Bumthang en el país asiático de Bután. Uno de los cuatro aeropuertos del país, se abrió el 17 de diciembre de 2011 con vuelos a Paro. El aeropuerto suspendió operaciones en julio de 2012 debido a los daños en la pista, pero fue reabierto posteriormente con un servicio limitado.
El aeropuerto estaba en desarrollo desde el décimo Plan Quinquenal del Gobierno Real de Bután (2008). El espacio fue originalmente programado para abrir en octubre de 2010, pero luego retrasó a noviembre de 2010. En diciembre de 2010, las operaciones fueron pospuestas de nuevo a marzo de 2011,  y a abril de 2011. La escasez en la primavera provocó una nueva fecha límite de julio de 2011, sin embargo, el aeropuerto todavía no había abierto para operaciones hasta finales de 2011. 